# Гірняк Проноя
Гірняк Проноя (Erebia pronoe) — вид денних метеликів родини сонцевиків (Nymphalidae).

## Поширення
Поширений у горах Європи на висоті 900—2800 м над рівнем моря. Вид трапляється у Піренеях, Альпах, Карпатах, на Балканах. В Україні неодноразово спостерігався в Українських Карпатах, хоча відповідні колекційні зразки відсутні.

## Опис
Розмах крил становить 36-46 мм.

## Спосіб життя
Трапляється на вологих схилах гір, що поросли злаковими рослинами. Метелики літають з червня по вересень. Гусениці живляться на костриці.